# دانگیانگ
دانگیانگ (به لاتین: Dangyang) یک منطقهٔ مسکونی در چین است که در ایچانگ واقع شده‌است. دانگیانگ ۲٬۰۳۸ کیلومتر مربع مساحت و ۴۶۸٬۲۹۳ نفر جمعیت دارد.